# Coapsa (Fragment de tors)
Coapsa (Fragment de tors) sau „Tors I” realizată de Constantin Brâncuși la Paris în anii 1909-1910 este prima sculptură care deschide seria Ciclului Torsurilor. Lucrarea fost cadoul de nuntă pentru prietenul său Victor Popp, dar înainte de a o dărui, Brâncuși a mai executat după ea două versiuni în gips. 
Lucrată în marmură albă, sculptura a fost prezentată pentru prima dată publicului la Salonul Oficial de la București, în anul 1912, unde Brâncuși a obținut marele premiu de 2000 de lei. Expusă la Craiova pentru prima dată în anul 1943, ea face parte din patrimoniul Muzeului de Artă din Craiova din august 1954; din 1956 a fost expusă permanent în cadrul Galeriei Naționale, iar din 1964 în cadrul Cabinetului Constantin Brâncuși.
Sculptura este clasată în categoria „Tezaur” a Patrimoniului cultural național.

## Vezi și
- Lista sculpturilor lui Constantin Brâncuși